# Lincoln Bank Tower
Lincoln Bank Tower es un edificio de gran altura de estilo art déco en la ciudad de Fort Wayne, situada en el nordeste del estado de Indiana (Estados Unidos). La construcción comenzó a finales de 1929 con la apertura del edificio en 1930. Durante décadas, fue el edificio más alto del estado. El edificio también se conocía como "Lincoln Bank Tower" para distinguirlo del edificio de 215 Berry Street, que se conocía como el "Edificio Lincoln Life" desde 1912 hasta 1923. Hoy en día, el otro edificio se conoce comúnmente por su nombre original de Edificio Elektron.

## Historia
Lincoln National Bank and Trust fue constituido como el Banco Nacional Alemán-Americano en 1905. Debido al sentimiento antialemán que surgió de la Primera Guerra Mundial, se convirtió en el Banco Nacional de Lincoln el 31 de mayo de 1918.
La elección de Lincoln como nombre fue atractiva. No solo estaba la próspera compañía de seguros, también fundada en 1905, al final de la calle, sino que la gente todavía estaba entusiasmada con la autopista Lincoln, (la calle principal de Estados Unidos) que pasaba por Fort Wayne para ser la primera autopista de costa a costa. en los Estados Unidos. En 1928, Lincoln National Bank se fusionó con Lincoln Trust Company (anteriormente conocido como Strauss Brothers Commercial Bank) para convertirse en Lincoln National Bank and Trust.
Poco después de que se formara el Lincoln National Bank and Trust, el presidente Charles Buesching encargó un rascacielos para que sirviera como sede del nuevo banco. Buesching lo consideró un monumento a los inmigrantes alemanes que se asentaron en el área de Fort Wayne a principios del siglo XX y formaron la columna vertebral de sus inversores, depositantes y clientes. El propio Buesching era un inmigrante alemán.
Alvin M. Strauss de Fort Wayne fue arquitecto, mientras que Buesching y Hagerman fueron los contratistas del edificio. Algunos elementos de diseño se basaron en la Tribune Tower en Chicago. El 16 de agosto de 1929 se inició la construcción del edificio. A pesar del crac de 1929, la construcción continuó en la estructura de 1,3 millones de dólares.
Fue el edificio más alto de cualquier tipo en el estado hasta 1962 y el más alto de Fort Wayne hasta que se construyó en 1970 el edificio del Banco Nacional de Fort Wayne (conocido como National City Center desde 1999-2009 y como PNC Center desde 2009).
En 1995, el antiguo Lincoln National Bank and Trust, para entonces parte de Norwest Bank, se trasladó a nuevas instalaciones en Norwest City Center (ahora conocido como Wells Fargo Indiana Center). Lincoln Tower estaba vacante en un 60 % después de esta mudanza. En 1997, Lincoln Tower se vendió en una subasta del alguacil. Hubo un incumplimiento de 2 millones dólares en la hipoteca de un edificio que originalmente costó 1,3 millones para construir. En 1998, Tippmann Properties compró Lincoln Tower y comenzó a restaurarla cuidadosamente. Un nuevo banco, que se hace llamar Tower Bank, anunció que abriría en Lincoln Tower, ocupando el vestíbulo y algunos espacios de oficinas. El nuevo banco utilizó una versión dorada estilizada de la Lincoln Bank Tower como su logotipo corporativo, que fue diseñado por la destacada agencia de publicidad de Fort Wayne, Boyden & Youngblutt.
Old National Bank adquirió Tower Bank en abril de 2014 e hizo de Lincoln Bank Tower su sede del mercado bancario de Fort Wayne. Old National también mantuvo el centro bancario Lincoln Bank Tower y muchos de los ejecutivos de Tower. También retuvo Tower Private Advisors, el brazo de banca privada de Tower Bank, junto con la oficina de Lincoln Tower, y lo fusionó con Old National Wealth Management. Hasta 2016, Old National también mantuvo una operación de seguros en Fort Wayne, ubicado en Aboite Township. Esta división fue vendida y renombrada como ONI Risk Partners.
En 1996, este edificio fue el telón de fondo de varias escenas de En compañía de hombres, película escrita y dirigida por Neil LaBute. El vestíbulo principal del banco fue el escenario del disparo final. El apartamento que se muestra al final de la película era la habitación que se usaba como deli en el vestíbulo principal. Otras escenas fueron filmadas en baños y varios espacios de oficinas en todo el edificio, incluida una toma desde el techo con vista al Palacio de Justicia del Condado de Allen. Veinte años después, Old National Bank y su agencia de publicidad Publicis filmaron partes de un comercial de televisión en el vestíbulo del banco. Este comercial se transmitió en todo el mercado de Old National, incluida la presentación del banco en Wisconsin después de la adquisición de un banco en ese estado.

## Arquitectura

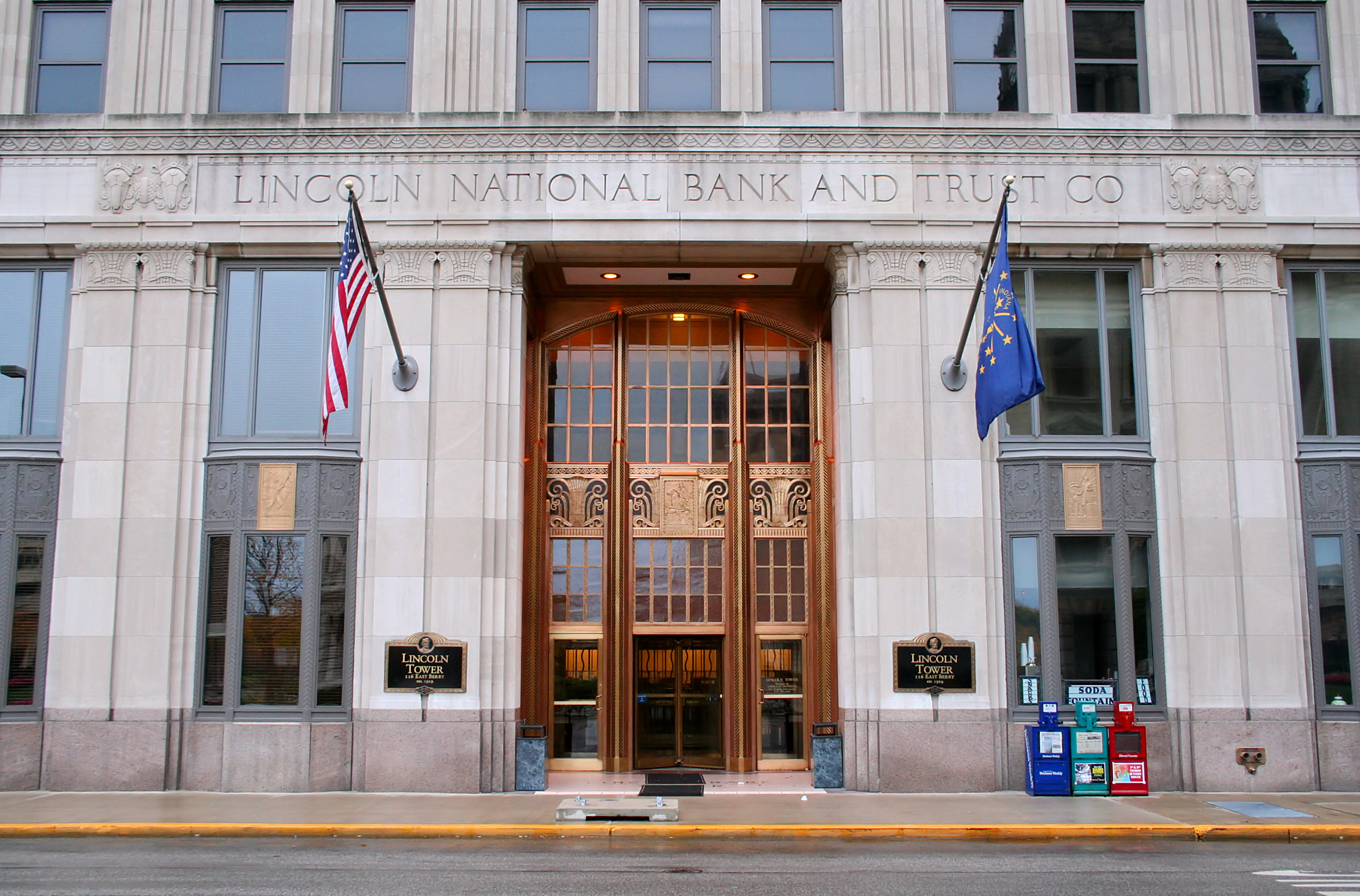
Detalle de la entrada de la torre de Lincoln Bank.

Siete paneles de bronce en la entrada principal representan escenas de la vida del presidente Abraham Lincoln. El edificio está construido con 1.774 toneladas de acero estructural, revestido con 21.250 pies cúbicos de piedra caliza cortada de Indiana y granito con reflejos dorados. Cuenta con paneles de enjuta de plomo, una corona de terracota de 58 toneladas y 500 toneladas de mármol. En la parte superior del edificio hay una esbelta torre de observación coronada por un asta de bandera.
Entre la entrada y el vestíbulo hay una tienda de bocadillos con el dispensador de refresco original de 1930 todavía en uso. El vestíbulo mide 26 m de ancho, 34 m de largo y dos pisos de altura. Tiene grandes murales art decó que representan las industrias y las estaciones, utilizando simbolismos elementales de las tradiciones griegas y egipcias, como una forma femenina para representar la fecundidad y el Sol para representar la energía. Los materiales incluyen bronce forjado a mano, granito Milford, mármol travertino italiano, varios tipos de mármol verde de Vermont y piedra caliza de Indiana.